# Видання дитяче
Видáння дитя́че – видання, зорієнтоване на дитячу аудиторію. Уся друкована продукція для дітей, яка виробляється в Україні або імпортується в Україну, підлягає державній санітарно-епідеміологічній експертизі. Рекомендовано відрізняти видання дитяче від видань для дитячого читання, які мають більш широку читацьку адресу, але можуть бути сприйняті й дітьми.

## Характеристики дитячих видань
Характеристики дитячих видань: вікова адресація:
(видання розраховані на певні вікові групи дітей, враховуючи їхні інтереси та можливості сприйняття інформації; зміст:
дитячі видання містять різноманітний контент: казки, вірші, оповідання, ігри, розвивальні завдання, загадки, головоломки, науково-популярні статті, інформацію про навколишній світ тощо;  формат: яскраве, барвисте оформлення, з великою кількістю ілюстрацій, що привертають увагу дітей; мета:
розважати, навчати, розвивати творчі здібності, розширювати кругозір, формувати моральні цінності. 

## Класифікація видань для дітей
Книги: казки, підручники, навчальні посібники, художня література. 
Періодичні видання: газети, журнали, що містять новини та інформацію, адаптовану для дитячої аудиторії. 
Інші видання: розмальовки, наліпки, настільні ігри з елементами друкованої продукції тощо.  
Приклади періодичних видань за тематикою:
- літературно-художні: "Малятко", "В гостях у казки", "Котя", "Барвінок";
- пізнавальні: "Пізнайко", "Колосок", "Країна знань", "Юний технік України".
- розвивальні: "Вигадуй, думай, грай", "Розумашки", "Веселі уроки", "Домовичок".
- релігійні: "Богдан", "Водограй", "Живе джерельце".
- культурологічні: "Яблунька", "Джміль", "Дзвіночок".

Дитячі видання залежно від вікової категорії читачів розподіляють на чотири групи: І. Видання для дітей дошкільного віку (до 6 років). 2. Видання для дітей молодшого шкільного віку (6-10 років включно), учнів початкових класів. 3. Видання для дітей середнього шкільного віку (11-14 років включно), учнів V–VIII класів. 4. Видання для дітей старшого шкільного віку, підлітків (15-18 років включно), учнів IX–XII класів. Видання для абітурієнтів слід відносити до четвертої вікової групи. 

## Гігієнічні вимоги до видань для дітей
Міністерство охорони здоров'я установило гігієнічні вимоги для кожного елемента видання: розмір і тип шрифту, відстань між рядками, колір літер і фону, спосіб скріплення листків, у розмальовках – ширина контурних ліній тощо. У виданнях для дітей усіх вікових груп необхідно використовувати непрозорий папір,  який забезпечує непрозорість друкованих елементів із зворотного боку сторінки не менше 90%, що попереджує пов’язані з цим можливі порушення зору. Друкувати видання на газетному папері заборонено. Білість паперу, залежно  від номера, марки та гатунку, повинна складати 70-88%. Поверхня паперу повинна бути гладкою, без засміченості, без глянцю. Загальна вага підручників із розрахунку на один навчальний день у комплекті з шкільним приладдям, без ваги ранця або портфеля, не повинна перевищувати допустимих гігієнічних норм перенесення учнями ваги на відстань до 3 км: 1-2 класи – 1,5 – 2,0 кг; 3-4 класи – 2,0 – 2,3 кг; 5-6 класи – 2,3 – 3,0 кг; 7-8 класи – 3,0 – 3,5 кг; 9-11(12) класи – 3,5 – 4,5 кг. Вага кожного підручника не повинна перевищувати: для 1-2 класів – 300 г; 3-4 класів – 350 г; 5-6 класів – 450 г; 7-10 класів – 500 г; 11-12 класів – 600 г. Збільшення ваги підручника можливе, але не більше ніж на 20%. Для видань першої та другої групи забороняється використовувати друкарську фарбу із сплаву на основі свинцю. Заборонено використовувати в підручниках та навчальних посібниках для всіх вікових груп: безшовне клейове скріплення блоку; розміщувати текст на 3-х і більше шпальтах; у робочих зошитах і прописах – кольоровий або сірий фон; для основного тексту використання кольорової фарби або використання виворітного шрифту. Зазначені обмеження не розповсюджуються на навчальну літературу, що призначена для домашнього читання. .

## Висновки
Дитячі видання є важливим засобом навчання, розвитку та виховання дітей, надаючи їм можливість пізнавати світ, навчатися, розвивати творчі здібності та розважатися.